# Robert de Comines
Robert de Comines (auch Robert Comines, Robert de Comyn; † Januar 1069) war von 1068 bis 1069 kurzzeitig Earl von Northumbria.
Robert stammt vermutlich aus Comines in Flandern und trat in das Gefolge Wilhelm des Eroberers ein. Er war bei der normannischen Eroberung Englands durch Wilhelm beteiligt.
Im Jahr 1068 ernannte Wilhelm ihn als Nachfolger des abgesetzten Gospatric zum Earl von Northumbria. Die Northumbrier wollten keinen fremden Herrscher und verschworen sich gegen ihn. Die Warnungen Bischof Æthelwins von Durham, der ihm auf seinem Weg nach Durham entgegenkam, missachtete er.
Robert zahlte seinen Soldaten keinen Sold, sondern erlaubte Plünderungen. Die Soldaten benahmen sich wie in Feindesland und erschlugen mehrere Einwohner.
Noch in der Nacht eilten von überallher Northumbrier herbei und stürmten im Morgengrauen des 28. oder 31. Januar 1069 die Stadt. Die 700 Mann starke normannische Garnison wurde bis auf den letzten Mann massakriert. Robert de Comines hatte sich im Haus des Bischofs mit den wenigen überlebenden Männern verschanzt. Als die Angriffe ergebnislos verliefen wurde das Haus des Bischofs mit allen Verteidigern niedergebrannt. Bischof Æthelwin hatte die Seiten gewechselt und marschierte mit dem Heer auf York, was zu The Harrying of the North, einem feststehenden Begriff für die Plünderung des Nordens, durch König Wilhelm führte.